# Godøynes
Godøynes este o localitate din comuna Bodø, provincia Nordland, Norvegia.